# Zabłocie (Bolesławiec)
Pour les articles homonymes, voir Zabłocie.
Zabłocie est une localité polonaise de la gmina de Nowogrodziec, située dans le powiat de Bolesławiec en voïvodie de Basse-Silésie.